# Der Koloß von Rhodos
Der Koloß von Rhodos (Originaltitel: Il colosso di Rodi) ist ein italienischer Abenteuerfilm des Regisseurs Sergio Leone aus dem Jahr 1961. Er zählt zu den  monumentalen Sandalenfilmen der italienischen Filmindustrie in den 1960er und 1970er Jahren. Der Film ist das erste Filmprojekt, bei dem Leone als Regisseur im Vorspann genannt wird.

## Handlung
Die antike griechische Welt im Jahr 280 v. Chr.: Der griechische General Dareios besucht seinen Onkel Lissipus auf dem Inselstaat Rhodos. Dessen König Xerxes hat gerade eine riesige Statue des Gottes Apollo erbauen lassen, die den Hafen schützen soll. Man plant zudem ein Bündnis mit den Phöniziern, doch dadurch würde man die Feindschaft mit den Griechen auf sich ziehen. Dareios hat ein Auge auf Diala, die Stieftochter des Architekten der Statue, geworfen. Zur gleichen Zeit kommt er mit einer Rebellengruppe unter der Führung von Peliokles in Kontakt, da diese sich entschieden hat, die Griechen um Hilfe zu bitten. Die Rebellen wollen den tyrannischen König Xerxes stürzen, doch einer von Xerxes’ Hauptleuten, Thar, hat seine eigenen Pläne. Der hat phönizische Soldaten, als Sklaven getarnt, nach Rhodos eingeschmuggelt und die Statue unter seine Kontrolle gebracht, damit die phönizische Flotte unversehrt in den Hafen einlaufen kann.
Dareios, der als Spion verdächtigt wird und die Stadt nicht verlassen darf, wird von den Rebellen unwissentlich zu einem Kurier gemacht. Als die Rebellen im Schutze der Nacht versuchen den Hafen zu verlassen, werden sie von den Phöniziern gefangen genommen. Dareios wird als vermeintlicher Komplize ebenso verhaftet. Noch vor der geplanten Hinrichtung können jedoch die Rebellen fliehen. Peliokles ist es klar, dass die Invasion durch die Phönizier nur gestoppt werden kann, wenn die Statue unter ihrer Kontrolle ist. Außerdem gilt es, einige weitere Rebellen zu befreien, welche in einem Verlies unter der Statue stecken; der Befreiungsmechanismus ist ebenfalls in der Statue zu finden. Dareios, nun von der Sache der Rebellen vollends überzeugt, versucht Diala als Komplizin zu gewinnen, da sie die Pläne der Statue kennt, doch unglücklicherweise verrät er ihr den Ort des Rebellenverstecks. Diala, die nach Macht und Reichtum strebt, gibt diese Neuigkeit an Thar weiter, der die Rebellen angreift und diese fast vernichtet. Nur Peliokles’ Bruder Koros und seine Schwester Mirte entkommen. Auch Dialas Vater, der sein Bauwerk nicht missbraucht sehen will, wird von Thar getötet. 
Peliokles und der Rest seiner Männer sollen nun in der Arena zur Belustigung des Volkes hingerichtet werden. Dareios trifft rechtzeitig ein und enthüllt Thars Machenschaften, doch dieser ist bereit, seinen Staatsstreich durchzuführen, und Xerxes und dessen Höflinge werden getötet. Dareios und Koros dringen in den Koloss ein, um die Rebellen zu befreien, doch Dareios wird verhaftet, als er den Befreiungsmechanismus in Gang setzen will, und Koros wird getötet. Die Rebellen greifen den Koloss an, doch sind durch dessen Bewaffnung gezwungen, sich in der Stadt zu zerstreuen.
Als die phönizische Flotte den Hafen fast erreicht hat, bricht aus dem Nichts ein gewaltiger Sturm los, und ein Erdbeben erschüttert das Land. Thar und seine Männer fliehen in Panik aus der Statue, werden aber in der Stadt von den Rebellen getötet. Diala indessen, die sich Vorwürfe über den Tod ihres Vaters macht, befreit Dareios, doch als die Statue zusammenstürzt, wird sie von herabfallenden Trümmern erschlagen. Der Koloss wankt schließlich und stürzt vor dem Hafenbecken in die See. Als wieder Ruhe einkehrt, treffen Dareios und Mirte außerhalb der zerstörten Stadt auf Lissipus. Obwohl Dareios jetzt wieder nach Griechenland zurückkehren könnte, erklärt dieser seine Absicht, Mirte zu heiraten und die zerstörte Stadt Rhodos wieder aufbauen zu helfen.

## Hintergrund
Der Film wurde in Spanien in „Totalscope“, der italienischen Version von Cinemascope, gedreht. Rory Calhoun trug bei den Dreharbeiten ständig ein weißes Armband am linken Arm, um seine modernen Tätowierungen zu verdecken. Seine Rolle des „Dareios“ sollte zuerst von John Derek dargestellt werden.

## Kritiken
Das Lexikon des internationalen Films nannte Leones ersten Film „eine groß ausgestattete, aber erstaunlich naive Kostüm- und Kampfproduktion mit einer Vielzahl roher Folterszenen“.
Adolf Heinzlmeier und Berndt Schulz bezeichneten die Produktion in ihrem Lexikon „Filme im Fernsehen“ (1990) als „erste[n] bedeutende[n] Leone-Film“ und bewerteten ihn mit 2½ von 4 möglichen Sternen als „überdurchschnittlich“. Sie lobten: „Massenszenen, farbenprächtiges Schlachtengetümmel und der Zauber des Südens in süffiger, tricktechnisch beeindruckender Machart.“
Chistoph Huber schrieb auf filmzentrale.com: „Zu den Italowestern Leones war es noch ein weiter Schritt, dennoch ist für Fans des Regisseurs dieser eher mittelmäßige Eintrag ins Sandalenfilmgenre von Interesse, schließlich lassen sich ein paar seiner Vorlieben schon im Debüt erkennen.“

## Synchronisation
Die Hauptrollen der deutschsprachigen Fassung übernahmen Jörg Cossardt, Ilse Kiewiet und Carl Raddatz.